# Vita di famiglia (film 1985)
Vita di famiglia (La vie de famille) è un film del 1985 diretto da Jacques Doillon.